# 익산 율촌리 고분군
익산 율촌리 고분군(益山 栗村里 古墳群)은 대한민국 전북특별자치도 익산시 황등면 율촌리에 있는 삼국시대의 고분군이다. 2000년 6월 23일 전라북도의 기념물 제105호로 지정되었다.

## 개요
낮은 구릉의 정상부에 있는 5기의 무덤들이다.
봉분은 높이가 1m 정도이며 길이는 13m 내외의 네모꼴인데, 발굴조사에 의하면 분구와 주구내에서 독무덤(옹관묘) 12기, 돌널무덤(석관묘) 6기, 널무덤(토광묘) 2기가 확인되었다.
이 무덤은 마한의 지배계급층 무덤으로 역사적으로 매우 중요하며, 무덤 주변에 구덩이를 돌려 판 주구무덤 형식은 고대 일본과의 밀접한 관련성을 보여준다.

## 현지 안내문
이 고분군은 마한시대 지배계급의 무덤으로 여겨지는, 역사적으로 중요한 의미를 지니는 유적이다. 1998년과 1999년의 발굴조사로 무덤의 형식과 그 성격이 밝혀졌는데, 돌널무덤[석관묘], 널무덤[토광묘], 독무덤[옹관묘] 등 다양한 형식의 무덤이 하나의 봉토 안에서 확인되고 봉분 주면이 도랑[주(주구)이 돌려진 분구묘이다. 하나의 무덤에 여러 사람을 묻는 매장형식은 나주의 복암리고분과 이어지는 것으로 보인다. 또 무덤 주위에 도랑을 돌린 주구묘는 최근 한반도 서해안을 따라 집중적으로 확인되는 형식의 무덤으로 일본 전역에서 확인되는 주구묘와 밀접한 연관이 있는 것으로 판단된다.

## 참고 자료
- 율촌리고분군 - 국가유산청 국가유산포털